# 镇
镇是中国农村地区历史悠久的基层行政区单位:83。源于十六国时期始置的军镇:130:83:64。
清朝末年，镇成为现代行政学意义上的基层行政区单位。中华民国建国后沿用:84。1949年，两岸分治后，中华民国和中华人民共和国对镇的设定各有不同。

## 历史
汉语中，“镇”最初的含义是指“一方之首山”，即一定区域内最高最大的山。由于这些山上常有駐軍，所以“镇”逐渐有“镇压”、“镇守”之意，引申为驻军之地，成为区域概念:83。
十六国时期，地方政府军镇化。地方行政区划体系中，不设州郡，直接以军事性单位治理百姓。当代研究者指，此类军事性单位名称各异，可归为军镇、護軍、城（堡、垒、壁、坞、固、屯）三类:131。
北周时，内地亦设置军镇。隋唐时期的镇，已从军镇转化为商业市镇，成为具有经济、军事性质的辖区:64。
宋朝时，政府采取废县为镇等措施，设置经济性的镇:64。

## 翻译用词
英文单词“Town”一般翻译为镇、鄉鎮，“Township”翻译为镇区。